# Beaubourg (film)
Beaubourg è un documentario di Roberto Rossellini del 1977, ultima opera del grande regista.
Il film è stato realizzato montando voci e immagini riprese di nascosto all'interno del Centro Georges Pompidou di Parigi, un originale spunto di riflessione sul significato dell'arte contemporanea e sul suo rapporto con il pubblico.